# کاسپار کورباو
کاسپار کورباو (هلندی: Caspar Corbeau؛ زادهٔ ۳ آوریل ۲۰۰۱) شناگر اهل هلند است.
وی در مسابقات کشوری و بین‌المللی در مجموع برندهٔ ۱ مدال طلا، ۵ مدال نقره، ۳ مدال برنز شده است.